# 葡萄纹

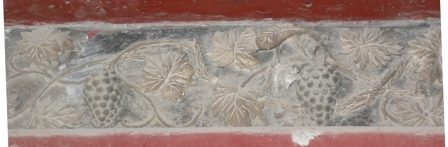
大门山墙上的砖雕--葡萄纹

葡萄纹，是中国和波斯的一种帶有葡萄串果實的纹样，起源於伊朗高原的薩珊王朝，在唐朝時期傳入中國，從古至今都在伊朗和新疆被大量使用，在阿富汗、土庫曼斯坦、巴基斯坦也能找到。

## 概述
葡萄纹是古代装饰纹样的一种，由弯曲变化的枝、茎、蔓、叶与葡萄果实组成。源于欧洲，后传入西亚、中亚，并作为佛教艺术的附属纹样之一与佛教一同传入中国。中国最早的葡萄纹发现于新疆尼雅东汉遗址出土的毛织物。内地的葡萄纹见于南北朝时期，云冈石窟、龙门石窟相继出现浮雕的葡萄纹。与此同时，以葡萄纹和人物形象为主题纹饰的外来金银器也相继在内地出现，如甘肃靖远的十六国时期墓葬中出土的一件银质圆盘上便饰有缠枝葡萄纹。唐朝是葡萄纹最为盛行的时期，广泛运用在金银器、铜镜以及其他器物上，并常常作为主题纹样。唐中期以后，葡萄纹的数量有所减少。